# Bengalska mačka
Bengalska mačka je rasa mačke, poreklom iz SAD, nastala ukrštanjem domaće mačke sa azijskom leopardastom mačkom (ALC) Prionailurus bengalensis bengalensis. Ime je dobila po latinskom nazivu ALC (P. b. bengalensis), a ne po divljem rođaku Bengalskom tigru. Ovo je retka rasa i njihova prosečna cena se kreće od 600 do 1.270$, a može dostići više desetina hiljada dolara (najviša postignuta cena je 41.435$)! 

## Istorija
Prvi put se spominje 1889. u knjizi Harisona Vira Naše mačke i sve o njima. Greg i Elizabet Kent su bili rani uzgajivači koji su mešali ALC i Egipatsku Maus. Iako je postala popularna rasa sa preko 60.000 mačaka registrovanim u TICA-i, ne priznaju ih svi uzgajivači. Prvo ukrštanje azijske leopard mačke sa kućnom slučajno se dogodilo 1963. u Kaliforniji. Deset godina kasnije, Univerzitet u Kaliforniji nastavio je sa ovakvim ukrštanjima da bi ispitalo otpornost azijske leopard mačke na virus mačje leukemije (FeLV). Kao rezultat toga 1983. pojavila se bengalska mačka za koju danas znamo.
Na početku uzgoja pojavili su se neki nepoželjni geni-izazivali su dugu dlaku i pegavost-ali i sijamski uzorak krzna, što je uzrokovao izuzetan „snežni” efekat.

### Dugodlaka varijanta,
Dugodlake verzije su se pojavile još od početka uzgajanja .

## Telesna obeležja
Glava im je relativno mala, okruglo-klinasta sa širokom njuškom i jakom, okruglom bradom. Oči su im velike, ovalne i lagano ukošene. Uši su im kratke, sa širokom bazom i okruglim vrhom, bez čuperaka. Telo im je krupno i vrlo mišićavo. Dlaka im je gusta i mekana na dodir. Rep im je debeo i ravan, sa okruglim vrhom. Težina varira od 5,5-10kg. Živi od devet do 15 godina. 

### Temperament
Otmeno oprezna. Tri generacije nakon prvog ukrštanja, ova rasa obično ima temperament domaće mačke. Ipak, da bi bila ljubimac mora biti bar četiri generacije udaljena od leopard mačke. 
Inteligentna je, znatiželjna i jako privržena i ljudima i drugim životinjama. Zanimljivo je što vole vodu i vole da se penju. Aktivna je i brbljiva. U početku je ova rasa bila nervozna mačka, ali kontinuiranim razvojem rasa je postala društvenija.

## Nega i zdravlje
Ova rasa sklona je nizu genetski prenosivih bolesti, tako da je o tome potrebno veoma voditi računa. Preporučljivo je da mačka bude pripadnik najmanje četvrte generacije nakon ukrštanja. Preporučljivo je četkanje jednom nedeljno, redovno čišćenje ušiju i trimovanje noktiju, a nekad je neophodno i kupanje. Prosečno živi 9 do 15 godina.

## Spoljašnje veze
- O rasi
- TICA
- Bengalska mačka